# Koichi Domoto
Koichi Domoto (n. 1 ianuarie, 1979) este un cântăreț japonez. În Japonia este cunoscut ca Prinț. În 1993, a fondat formația de muzică ușoară Kinki Kids.